# Seznam olympijských medailistů v taekwondo
Seznam olympijských medailistů v taekwondo uvádí přehled sportovců, kteří získali medaile na Letních olympijských hrách v jednotlivých disciplínách taekwondo.

## Muži

### Muší váha
- do 58 kg

| Rok      | Zlato                            | Stříbro                                               | Bronz                                      |
| -------- | -------------------------------- | ----------------------------------------------------- | ------------------------------------------ |
| LOH 2000 | Michail Mouroutsos · Řecko (GRE) | Gabriel Esparza · Španělsko (ESP)                     | Huang Chih-hsiung · Tchaj-wan (TPE)        |
| LOH 2004 | Chu Mu-Yen · Tchaj-wan (TPE)     | Oscar Salazar · Mexiko (MEX)                          | Tamer Bayoumi · Egypt (EGY)                |
| LOH 2008 | Guillermo Pérez · Mexiko (MEX)   | Yulis Gabriel Mercedes · Dominikánská republika (DOM) | Rohullah Nikpai · Afghánistán (AFG)        |
| LOH 2008 | Guillermo Pérez · Mexiko (MEX)   | Yulis Gabriel Mercedes · Dominikánská republika (DOM) | Chu Mu-Yen · Tchaj-wan (TPE)               |
| LOH 2012 | Joel González · Španělsko (ESP)  | Lee Dae-Hoon · Jižní Korea (KOR)                      | Alexej Denisenko · Rusko (RUS)             |
| LOH 2012 | Joel González · Španělsko (ESP)  | Lee Dae-Hoon · Jižní Korea (KOR)                      | Óscar Muñoz Oviedo · Kolumbie (COL)        |
| LOH 2016 | Zhao Shuai · Čína (CHN)          | Tawin Hanprab · Thajsko (THA)                         | Luisito Pie · Dominikánská republika (DOM) |
| LOH 2016 | Zhao Shuai · Čína (CHN)          | Tawin Hanprab · Thajsko (THA)                         | Kim Tae-hun · Jižní Korea (KOR)            |
| LOH 2020 | Vito Dell'Aquila · Itálie (ITA)  | Mohamed Khalil Jendoubi · Tunisko (TUN)               | Jang Jun · Jižní Korea (KOR)               |
| LOH 2020 | Vito Dell'Aquila · Itálie (ITA)  | Mohamed Khalil Jendoubi · Tunisko (TUN)               | Mikhail Artamonov · Sportovci ROV (ROC)    |

### Pérová váha
- 58–68 kg

| Rok      | Zlato                                       | Stříbro                                   | Bronz                                            |
| -------- | ------------------------------------------- | ----------------------------------------- | ------------------------------------------------ |
| LOH 2000 | Steven López · Spojené státy americké (USA) | Sin Joon-Sik · Jižní Korea (KOR)          | Hádí Saeí · Írán (IRI)                           |
| LOH 2004 | Hádí Saeí · Írán (IRI)                      | Huang Chih-hsiung · Tchaj-wan (TPE)       | Song Myeong-Seob · Jižní Korea (KOR)             |
| LOH 2008 | Son Tae-Jin · Jižní Korea (KOR)             | Mark López · Spojené státy americké (USA) | Servet Tazegül · Turecko (TUR)                   |
| LOH 2008 | Son Tae-Jin · Jižní Korea (KOR)             | Mark López · Spojené státy americké (USA) | Sung Yu-Chi · Tchaj-wan (TPE)                    |
| LOH 2012 | Servet Tazegül · Turecko (TUR)              | Mohammad Bagheri Motamed · Írán (IRI)     | Terrence Jennings · Spojené státy americké (USA) |
| LOH 2012 | Servet Tazegül · Turecko (TUR)              | Mohammad Bagheri Motamed · Írán (IRI)     | Rohullah Nikpai · Afghánistán (AFG)              |
| LOH 2016 | Ahmad Abughauš · Jordánsko (JOR)            | Alexey Denisenko · Rusko (RUS)            | Lee Dae-hoon · Jižní Korea (KOR)                 |
| LOH 2016 | Ahmad Abughauš · Jordánsko (JOR)            | Alexey Denisenko · Rusko (RUS)            | Joel González · Španělsko (ESP)                  |
| LOH 2020 | Ulugbek Rashitov · Uzbekistán (UZB)         | Bradly Sinden · Velká Británie (GBR)      | Hakan Reçber · Turecko (TUR)                     |
| LOH 2020 | Ulugbek Rashitov · Uzbekistán (UZB)         | Bradly Sinden · Velká Británie (GBR)      | Zhao Shuai · Čína (CHN)                          |

### Welterová váha
- 68–80 kg

| Rok      | Zlato                                         | Stříbro                                | Bronz                                       |
| -------- | --------------------------------------------- | -------------------------------------- | ------------------------------------------- |
| LOH 2000 | Ángel Matos · Kuba (CUB)                      | Faissal Ebnoutalib · Německo (GER)     | Víctor Estrada · Mexiko (MEX)               |
| LOH 2004 | Steven López · Spojené státy americké (USA)   | Bahri Tanrıkulu · Turecko (TUR)        | Yousef Karami · Írán (IRI)                  |
| LOH 2008 | Hádí Saeí · Írán (IRI)                        | Mauro Sarmiento · Itálie (ITA)         | Zhu Guo · Čína (CHN)                        |
| LOH 2008 | Hádí Saeí · Írán (IRI)                        | Mauro Sarmiento · Itálie (ITA)         | Steven López · Spojené státy americké (USA) |
| LOH 2012 | Sebastián Crismanich · Argentina (ARG)        | Nicolás García · Španělsko (ESP)       | Lutalo Muhammad · Velká Británie (GBR)      |
| LOH 2012 | Sebastián Crismanich · Argentina (ARG)        | Nicolás García · Španělsko (ESP)       | Mauro Sarmiento · Itálie (ITA)              |
| LOH 2016 | Cheick Sallah Cisse · Pobřeží slonoviny (CIV) | Lutalo Muhammad · Velká Británie (GBR) | Milad Beigi · Ázerbájdžán (AZE)             |
| LOH 2016 | Cheick Sallah Cisse · Pobřeží slonoviny (CIV) | Lutalo Muhammad · Velká Británie (GBR) | Oussama Oueslati · Tunisko (TUN)            |
| LOH 2020 | Maxim Chramcov · Sportovci ROV (ROC)          | Saleh Al-Sharabaty · Jordánsko (JOR)   | Toni Kanaet · Chorvatsko (CRO)              |
| LOH 2020 | Maxim Chramcov · Sportovci ROV (ROC)          | Saleh Al-Sharabaty · Jordánsko (JOR)   | Seif Eissa · Egypt (EGY)                    |

### Těžká váha
- nad 80 kg

| Rok      | Zlato                                 | Stříbro                                     | Bronz                              |
| -------- | ------------------------------------- | ------------------------------------------- | ---------------------------------- |
| LOH 2000 | Kim Kyong-Hun · Jižní Korea (KOR)     | Daniel Trenton · Austrálie (AUS)            | Pascal Gentil · Francie (FRA)      |
| LOH 2004 | Moon Dae-Sung · Jižní Korea (KOR)     | Alexandros Nikolaidis · Řecko (GRE)         | Pascal Gentil · Francie (FRA)      |
| LOH 2008 | Čcha Tong-min · Jižní Korea (KOR)     | Alexandros Nikolaidis · Řecko (GRE)         | Chika Chukwumerije · Nigérie (NGR) |
| LOH 2008 | Čcha Tong-min · Jižní Korea (KOR)     | Alexandros Nikolaidis · Řecko (GRE)         | Arman Chilmanov · Kazachstán (KAZ) |
| LOH 2012 | Carlo Molfetta · Itálie (ITA)         | Anthony Obame · Gabon (GAB)                 | Robelis Despaigne · Kuba (CUB)     |
| LOH 2012 | Carlo Molfetta · Itálie (ITA)         | Anthony Obame · Gabon (GAB)                 | Liu Xiaobo · Čína (CHN)            |
| LOH 2016 | Radik Isajev · Ázerbájdžán (AZE)      | Abdoul Issoufou · Niger (NIG)               | Maicon Siqueira · Brazílie (BRA)   |
| LOH 2016 | Radik Isajev · Ázerbájdžán (AZE)      | Abdoul Issoufou · Niger (NIG)               | Čcha Tong-min · Jižní Korea (KOR)  |
| LOH 2020 | Vladislav Larin · Sportovci ROV (ROC) | Dejan Georgievski · Severní Makedonie (MKD) | In Kyo-don · Jižní Korea (KOR)     |
| LOH 2020 | Vladislav Larin · Sportovci ROV (ROC) | Dejan Georgievski · Severní Makedonie (MKD) | Rafael Alba · Kuba (CUB)           |

## Ženy

### Muší váha (ženy)
- do 49 kg

| Rok      | Zlato                                     | Stříbro                             | Bronz                                     |
| -------- | ----------------------------------------- | ----------------------------------- | ----------------------------------------- |
| LOH 2000 | Lauren Burnsová · Austrálie (AUS)         | Urbia Melendez · Kuba (CUB)         | Chi Shu-Ju · Tchaj-wan (TPE)              |
| LOH 2004 | Chen Shih-Hsin · Tchaj-wan (TPE)          | Yanelis Labrada · Kuba (CUB)        | Yaowapa Boorapolchai · Thajsko (THA)      |
| LOH 2008 | Wu Ťing-jü · Čína (CHN)                   | Buttree Puedpong · Thajsko (THA)    | Daynellis Montejo · Kuba (CUB)            |
| LOH 2008 | Wu Ťing-jü · Čína (CHN)                   | Buttree Puedpong · Thajsko (THA)    | Dalia Contreras · Venezuela (VEN)         |
| LOH 2012 | Wu Ťing-jü · Čína (CHN)                   | Brigitte Yagüe · Španělsko (ESP)    | Chanatip Sonkham · Thajsko (THA)          |
| LOH 2012 | Wu Ťing-jü · Čína (CHN)                   | Brigitte Yagüe · Španělsko (ESP)    | Lucija Zaninovićová · Chorvatsko (CRO)    |
| LOH 2016 | Kim So-hui · Jižní Korea (KOR)            | Tijana Bogdanovićová · Srbsko (SRB) | Patimat Abakarova · Ázerbájdžán (AZE)     |
| LOH 2016 | Kim So-hui · Jižní Korea (KOR)            | Tijana Bogdanovićová · Srbsko (SRB) | Panipak Vongpattanakitová · Thajsko (THA) |
| LOH 2020 | Panipak Vongpattanakitová · Thajsko (THA) | Adriana Cerezová · Španělsko (ESP)  | Tijana Bogdanovićová · Srbsko (SRB)       |
| LOH 2020 | Panipak Vongpattanakitová · Thajsko (THA) | Adriana Cerezová · Španělsko (ESP)  | Avišag Sembergová · Izrael (ISR)          |
| LOH 2024 | Panipak Vongpattanakitová · Thajsko (THA) | Kuo Čching · Čína (CHN)             | Mobina Nematzadehová · Írán (IRI)         |
| LOH 2024 | Panipak Vongpattanakitová · Thajsko (THA) | Kuo Čching · Čína (CHN)             | Lena Stojkovićová · Chorvatsko (CRO)      |

### Pérová váha (ženy)
- 49–57 kg

| Rok      | Zlato                                                | Stříbro                                     | Bronz                                      |
| -------- | ---------------------------------------------------- | ------------------------------------------- | ------------------------------------------ |
| LOH 2000 | Jung Jae-Eun · Jižní Korea (KOR)                     | Trần Hiếu Ngân · Vietnam (VIE)              | Hamide Bikcinová · Turecko (TUR)           |
| LOH 2004 | Jang Ji-Won · Jižní Korea (KOR)                      | Nia Abdallah · Spojené státy americké (USA) | Iridia Salazar · Mexiko (MEX)              |
| LOH 2008 | Lim Su-Jeong · Jižní Korea (KOR)                     | Azize Tanrıkulu · Turecko (TUR)             | Diana López · Spojené státy americké (USA) |
| LOH 2008 | Lim Su-Jeong · Jižní Korea (KOR)                     | Azize Tanrıkulu · Turecko (TUR)             | Martina Zubčić · Chorvatsko (CRO)          |
| LOH 2012 | Jade Jonesová · Velká Británie (GBR)                 | Hou Yuzhuo · Čína (CHN)                     | Marlène Harnois · Francie (FRA)            |
| LOH 2012 | Jade Jonesová · Velká Británie (GBR)                 | Hou Yuzhuo · Čína (CHN)                     | Tseng Li-Cheng · Tchaj-wan (TPE)           |
| LOH 2016 | Jade Jonesová · Velká Británie (GBR)                 | Eva Calvo · Španělsko (ESP)                 | Kimía Alízadeová · Írán (IRI)              |
| LOH 2016 | Jade Jonesová · Velká Británie (GBR)                 | Eva Calvo · Španělsko (ESP)                 | Hedaya Malak · Egypt (EGY)                 |
| LOH 2020 | Anastasija Zoloticová · Spojené státy americké (USA) | Tatiana Mininaová · Sportovci ROV (ROC)     | Lo Chia-ling · Tchaj-wan (TPE)             |
| LOH 2020 | Anastasija Zoloticová · Spojené státy americké (USA) | Tatiana Mininaová · Sportovci ROV (ROC)     | Hatice Kübra İlgünová · Turecko (TUR)      |

### Střední váha (ženy)
- 57–67 kg

| Rok      | Zlato                               | Stříbro                                   | Bronz                                          |
| -------- | ----------------------------------- | ----------------------------------------- | ---------------------------------------------- |
| LOH 2000 | Lee Sun-Hee · Jižní Korea (KOR)     | Trude Gundersen · Norsko (NOR)            | Yoriko Okamoto · Japonsko (JPN)                |
| LOH 2004 | Luo Wei · Čína (CHN)                | Elisavet Mystakidou · Řecko (GRE)         | Hwang Kjong-son · Jižní Korea (KOR)            |
| LOH 2008 | Hwang Kjong-son · Jižní Korea (KOR) | Karine Sergerie · Kanada (CAN)            | Gwladys Épangue · Francie (FRA)                |
| LOH 2008 | Hwang Kjong-son · Jižní Korea (KOR) | Karine Sergerie · Kanada (CAN)            | Sandra Šarić · Chorvatsko (CRO)                |
| LOH 2012 | Hwang Kjong-son · Jižní Korea (KOR) | Nur Tatarová · Turecko (TUR)              | Helena Frommová · Německo (GER)                |
| LOH 2012 | Hwang Kjong-son · Jižní Korea (KOR) | Nur Tatarová · Turecko (TUR)              | Paige McPherson · Spojené státy americké (USA) |
| LOH 2016 | Oh Hye-ri · Jižní Korea (KOR)       | Haby Niaré · Francie (FRA)                | Ruth Gbagbiová · Pobřeží slonoviny (CIV)       |
| LOH 2016 | Oh Hye-ri · Jižní Korea (KOR)       | Haby Niaré · Francie (FRA)                | Nur Tatarová · Turecko (TUR)                   |
| LOH 2020 | Matea Jelićová · Chorvatsko (CRO)   | Lauren Williamsová · Velká Británie (GBR) | Ruth Gbagbiová · Pobřeží slonoviny (CIV)       |
| LOH 2020 | Matea Jelićová · Chorvatsko (CRO)   | Lauren Williamsová · Velká Británie (GBR) | Hedaya Wahbaová · Egypt (EGY)                  |

### Těžká váha (ženy)
- nad 67 kg

| Rok      | Zlato                           | Stříbro                              | Bronz                                          |
| -------- | ------------------------------- | ------------------------------------ | ---------------------------------------------- |
| LOH 2000 | Chen Zhong · Čína (CHN)         | Natalia Ivanova · Rusko (RUS)        | Dominique Bosshart · Kanada (CAN)              |
| LOH 2004 | Chen Zhong · Čína (CHN)         | Myriam Baverel · Francie (FRA)       | Adriana Carmona · Venezuela (VEN)              |
| LOH 2008 | María Espinozová · Mexiko (MEX) | Nina Solheim · Norsko (NOR)          | Sarah Stevenson · Velká Británie (GBR)         |
| LOH 2008 | María Espinozová · Mexiko (MEX) | Nina Solheim · Norsko (NOR)          | Natália Falavigna · Brazílie (BRA)             |
| LOH 2012 | Milica Mandićová · Srbsko (SRB) | Anne-Caroline Graffe · Francie (FRA) | Anastasija Baryšnikovová · Rusko (RUS)         |
| LOH 2012 | Milica Mandićová · Srbsko (SRB) | Anne-Caroline Graffe · Francie (FRA) | María Espinozová · Mexiko (MEX)                |
| LOH 2016 | Zheng Shuyin · Čína (CHN)       | María Espinozová · Mexiko (MEX)      | Bianca Walkden · Velká Británie (GBR)          |
| LOH 2016 | Zheng Shuyin · Čína (CHN)       | María Espinozová · Mexiko (MEX)      | Jackie Galloway · Spojené státy americké (USA) |
| LOH 2020 | Milica Mandićová · Srbsko (SRB) | Lee Da-bin · Jižní Korea (KOR)       | Althéa Laurinová · Francie (FRA)               |
| LOH 2020 | Milica Mandićová · Srbsko (SRB) | Lee Da-bin · Jižní Korea (KOR)       | Bianca Walkdenová · Velká Británie (GBR)       |